# کوه بابا
کوه بابا رشته‌کوهی مرتفع در ولایت بامیان افغانستان است که امتداد غربی هندوکش و منشا رودخانه‌های کابل، ارغنداب، هیرمند، فراه، هریرود، مرغاب، بلخاب و قندوز افغانستان است. این رشته‌کوه با طول ٢۰۰ کیلومتر از شرق به بسوی غرب  کشیده شده است. ارتفاع این کوه از ۴۰۰ تا ۵٬۱۴۰ متر می‌رسد و قلهٔ معروف آن به نام شاه فولادی یاد می‌شود که ۵٬۱۳۵ متر ارتفاع دارد و همیشه پوشیده از برف می‌باشد.
کوه بابا، در میان هندوکش و فیروزکوه واقع شده است که توسط دره بامیان و غوربند از هندوکش و کوتل آق صراط از فیروزکوه جدا میشود.
فلات کوه فیروز با شیب ملایم به سمت غرب با این کوه یکی می‌ٰشود و ممکن است از هریرود تا مشهد امتداد یابد.
قله‌های دندانه‌دار بالای گردنه حاجیگک، آبی مایل به سیاه، زیر نور خورشید می‌درخشند، زیرا دارای ذخایر تخمینی ۲ میلیارد تن سنگ آهن هستند. سرازیری بسیار تند از گذرگاه حاجیگک (۳۷۰۰ متر (۱۲۱۰۰ فوت)) با پیچ‌های متعدد به رودخانه درخشان کالو منتهی می‌شود که به عنوان آب‌های ساوزائو یا سبز شناخته می‌شود که با چندین روستای جذاب هم مرز است.
گذرگاه حاجیگک علیرغم اینکه یک راه ترانزیتی به مرکز افغانستان است، ولی هنوز آسفالت نشده است. این گذرگاه و مناطق اطراف آن در اکثر ایام سال پوشیده از برف می‌باشد و در این مدت ترافیک به سمت گذرگاه شیبر منتقل می‌شود.
در این منطقه عمدتاً قوم هزاره و پس از آن تاجیک‌ها و پشتون‌ها زندگی می‌کنند. کشاورزی در میان این اقوام رونق دارد که محصول اصلی آن‌ها سیب‌زمینی می‌باشد.

## ساختمان
در دامنه کوتل حاجی گک این رشته‌کوه منطقه ای پر از فوسیل کشف شده است که از دوران دونین بجا مانده است. این آهک ها نشان وجود اقیانوسی را در دوره پرمین ثابت میکند که بالای اراضی کرتاسه عهد دوم قرار داشت. فوسیل های منطقه سیغان این کوه که بالای رسوبات ریولیت بجا مانده است و دارای نباتات لیاس است نشان دهنده آتشفشان های دوره تریاسیک در این منطقه می باشد.

## جغرافیا
کوه بابا از شرق کوتل حاجیگک و منطقه سیاه‌گرد غوربند شروع شده به استقامت شرق و غرب به طول ٢۰۰ کیلومتر امتداد یافته است. دامنه های کوه بابا شرایط بسیار خوبی برای پرورش دام در آن محل دارد. این رشته‌کوه حوزه‌های بزرگ آبگیر افغانستان را در مناطق مرکزی تشکیل داده است. دریاهای که از آن سرچشمه میگیرد قرار ذیل است: 
- از نشیب های شمالی آن دریاهای بلخاب و کندز.
- از نشیب های شمال غربی آن دریای مرغاب.
- از نشیب های غربی آن دریای هریرود.
- از نشیب های جنوب غربی آن فراه رود.
- از نشیب های جنوب آن هلمند و ارغنداب.
- از نشیب های شرقی آن دریای کابل.

دریای بلخ از قسمت غرب این کوه سرچشمه می‌گیرد و در قسمت دلتای خود آب آن به هجده رود تقسیم می‌شود و از این رو نواحی بلخ را هجده نهر هم یاد می‌کنند.
آب و هوای کوه بابا در تابستان گرم و در زمستان فوق‌العاده سرد و برفگیر می‌باشد. مناطق جنوب کوه بابا مخصوصا ولسؤالی حصه اول بهسود در تابستان و زمستان در مسیر بادهای پرسرعت کوه بابا قرار دارند که از غرب به شرق می‌وزند. درختان بلند قامت در این کوه نمی‌روید اما دامنه‌های آن چراگاه‌های خوبی دارد. 
در نشیبی‌های شمالی کوه بابا هفت دریاچه به‌نام بند امیر که از اراضی آهکی تشکیل گردیده است موقعیت دارد. در قله این کوه به‌نام شاه‌فولادی ۲۴ حوض خورد و بزرگ نیز قرار دارد که منظره بسیار جذابی را پدید آورده است و در زمستان‌ها یخ می‌بندد. معدن آهن حجیگک که فیصدی آهن آن به ۶۳ می‌رسد نیز در این رشته‌کوه موقعیت دارد. شاهراه کابل یکاولنگ از گذرگاه‌های اونی و حاجیگک این کوه گذشته کابل را به بامیان وصل می‌سازد.

## گذرگاه ها
ارتفاع کوتل های کوه بابا بین ٣۰۰۰-٣٧۰۰ متر بوده و نامهای آن قرار ذیل است:
- کوتل حاجیگک
- کوتل اونی
- کوتل عراق
- کوتل شاتو
- کوتل ملایعقوب

## نگارخانه

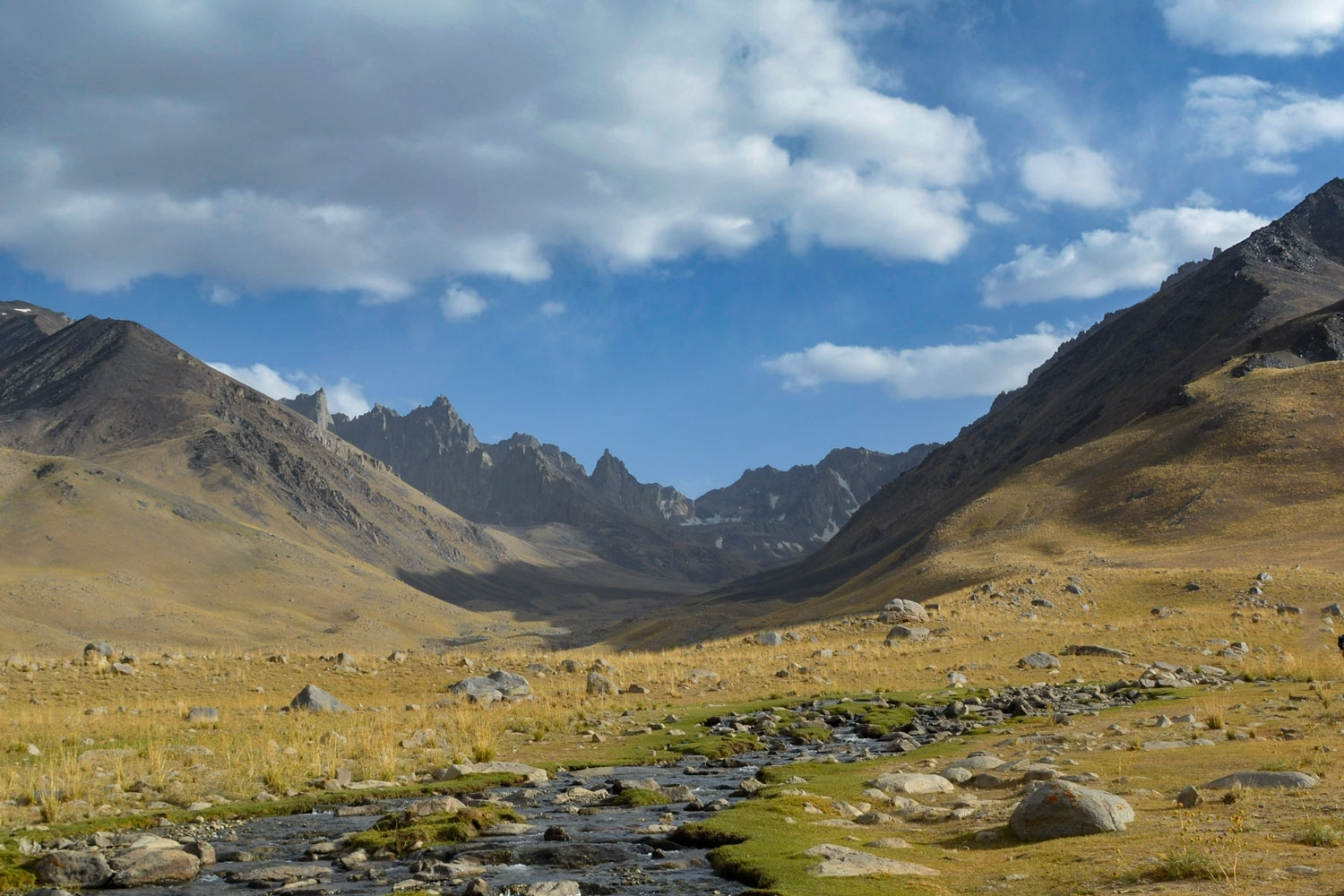
چشم اندازی از رشته کوه بابا
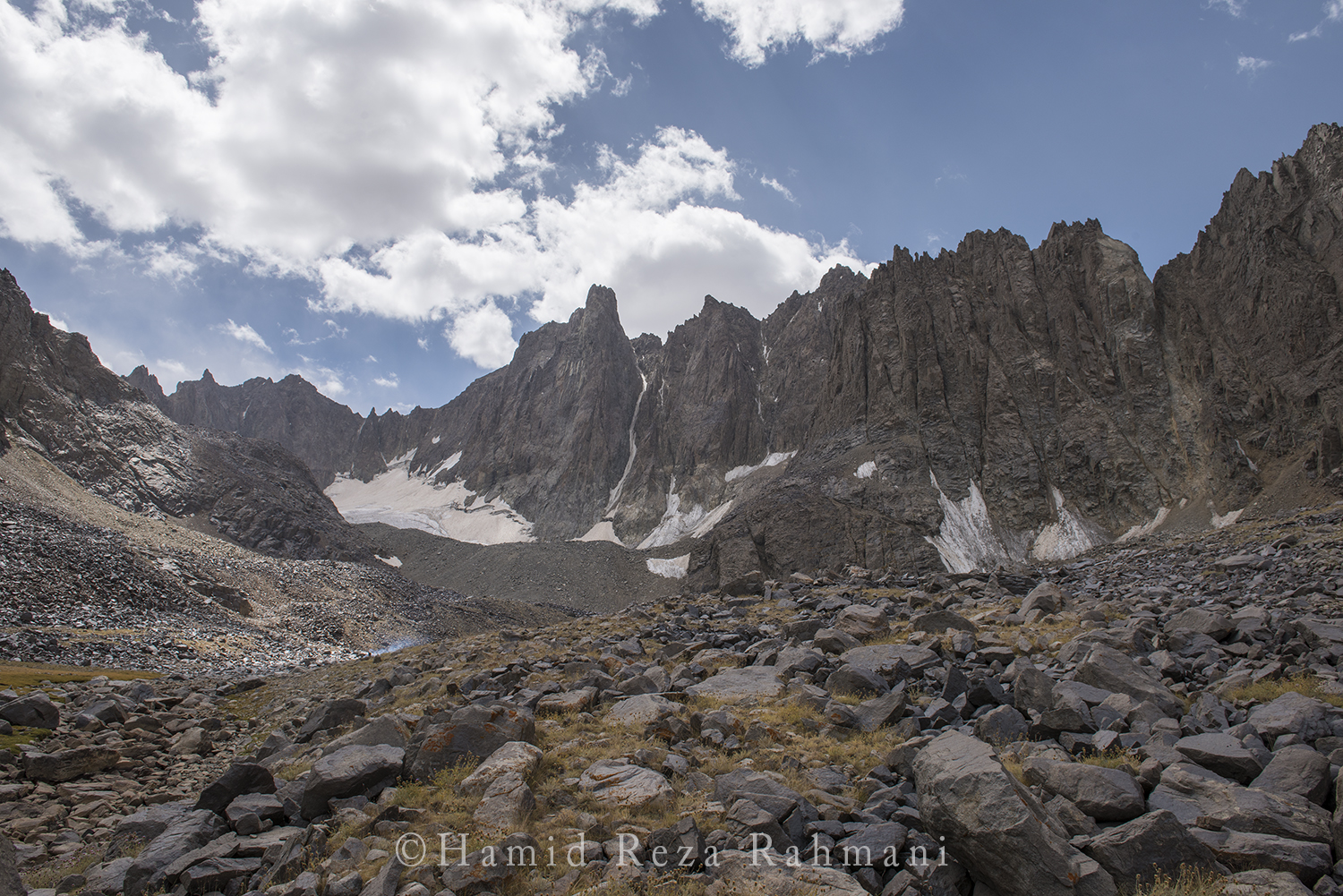
کوه بابا